# 安居橋
安居橋（あんごばし）は、京都府八幡市の放生川に架かる橋である。中央部が盛り上がった反橋（アーチ橋）で、歩行者・自転車専用の橋となっている。八幡八景に登録され、「たいこ橋」として市民に親しまれている。そのため、舞台が設置され、12個の欄干には装飾が施されるなどの工夫がされている。

## 概要
- 橋長 - 21m
- 幅員 - 4m

## 歴史
橋が架けられた時期は不明であるが、1614年-1624年に架設されたという一説の記録が最古のものである。江戸時代の放生川には、今よりも多くの橋があったとされ、川上から「五位橋」「安居橋」「六位橋」「高橋」という順番に架かっていた。安居橋は当初、五位橋の後に架けられたため「相五位橋」と称され、後に訛って「安居橋」へと変化していったという説が有力である。
大正時代から昭和にかけては約20年に1回改修工事が行われ、1975年の改修工事では橋桁などの上部工が取り換えられて現在に至っている。

### 年表
- 1914年（大正3年） - 改修工事竣工
- 1934年（昭和9年） - 改修工事竣工
- 1951年（昭和26年） - 改修工事竣工
- 1975年（昭和50年） - 改修工事竣工

## 周辺施設
- 高良神社
- 山柴公民館

## 交通アクセス
- 京阪本線 石清水八幡宮駅下車 南へ徒歩約5分